# 劇場版メタルファイト ベイブレードVS太陽 灼熱の侵略者ソルブレイズ
『劇場版メタルファイト ベイブレードVS太陽 灼熱の侵略者ソルブレイズ』（げきじょうばん メタルファイト ベイブレード ブイエスたいよう しゃくねつのしんりゃくしゃソルブレイズ）は、テレビアニメ『メタルファイト ベイブレード』の劇場作品。2010年8月21日に公開された。同時上映は『劇場版デュエル・マスターズ 炎のキズナXX!!』。キャッチコピーは「全ベイブレードと太陽の戦いが始まる!!」。

## 概要
全国216スクリーンで公開され、2010年8月21、22日初日2日間で興収1億1,969万4,900円、動員は11万7,418人になり映画観客動員ランキング（興行通信社調べ）で初登場第5位となった。また、ぴあ初日満足度ランキング（ぴあ映画生活調べ）では満足度89.5で第1位と高い評価を得ており小学生を中心に映画を観た後にベイブレードをやりたくなったというような興奮冷めない様子の感想が多かったという。2011年9月23日に『秋分の日アニメスペシャル』としてテレビ東京系列で地上波放送された。

## あらすじ
古代遺跡から発見されたベイブレード・ソルブレイズを持つ謎の少年ヘリオスは、銀河に勝利し他の仲間にも徹底的に攻撃して去っていった。さらに惑星アドニスが地球に飛来し世界では異常気象が起こっていた。銀河たちはヘリオスの潜む海上要塞アクロポリスへと向かう。

## 登場人物

### オリジナルキャラクター
ヘリオス
声 - 前野智昭 / 幼少時 - 伊藤実華
使用ベイブレード - パイシーズDF145BS（うお座）⇒ソルブレイズV145AS（太陽）
古代文明アトランティスの一族の血を引く少年。攻撃的な性格の一方で、ベイブレードに対しては純粋な気持ちを持つ。故郷復興のために、バキムの命令でソルブレイズを使ってペガシスのエネルギーを手にしようと画策し、ツインドームバトルに乱入する。その実力は凄まじく、その場に居合わせていた正宗、遊、輝、ベンケイらが全員束になっても全く歯が立たないほどで、さらに翼を追い詰め割って入ってきた銀河のギャラクシーペガシスも完膚なきまでに叩きのめす。その後自分を討伐に来た正宗、トビオ、流太郎を一蹴し、本拠地の海上要塞アクロポリスに乗り込んできた正宗、遊、ベンケイ、ケンタのベイを溶解寸前にまで追い詰めるが、リベンジバトルを挑んできた銀河のギャラクシーノヴァにより敗北する。
実は小惑星アドニスによる地球衝突を企むバキムに利用されていただけで、そのことをバキムに告げられてショックを受ける。その後スペースシャトルで宇宙に逃げようとするバキムに追い詰められるが、そこへ駆けつけたキョウヤに助けられ、銀河と共にスペースシャトルで宇宙に向かいソルブレイズで小惑星アドニスを破壊して地球を救うと共に、銀河と親交を深めるようになる。
ゲーム『爆神スサノオ襲来!』ではマクドナルドで期間限定で配信される追加データをダウンロードすることでプレイヤーキャラクターとして現れ、ソルブレイズと共に使用できるようになる（ただしストーリーで使えるのはソルブレイズのみ）。『頂上決戦!ビッグバン・ブレーダーズ』では劇場版後のストーリーとなっていて、銀河たちに会いに大会に参加する。
アニメ続編の『メタルファイト ベイブレード ZEROG』では、ロシアチームのラヴーシュカとの交流が描かれている。
（漫画版）
『劇場版メタルファイト ベイブレードVS太陽 超灼熱ガイドBOOK』および単行本第7巻に収録された本作の前日談である外伝漫画で、ペガシスの使い手を探す途中で竜牙と出会い対決する。バトルの中で進化した竜牙のメテオエルドラゴと引き分けになり、竜牙からペガシスの持ち主が銀河であることを教えられる。また、本編最終話にて登場した。
彼が使用するソルブレイズは太陽神と呼ばれ、伝説の金属オリハルコンでできている。ウィールとトラックチェンジを行うことができるV145でアタックとディフェンスの力を、シールド付き軸ASでスタミナの力を発揮することができる。
灼熱転技は「ブレイズエグゼキューション」。
『頂上決戦!ビッグバン・ブレーダーズ』でのフェイス技は「ブレイズエグゼキューション」、「ブレイズウェーブ」、必殺転技は「アステロイドフォール」。
バキム
声 - 玄田哲章
使用ベイブレード - ダークポセイドン145WD（海王星）
ヘリオスに指示を与える黒幕。古代文明アトランティス復活のためにヘリオスにペガシスのエネルギーを集めさせようとするが、実は彼は今の世の中を「腐った世界」だと失望しており、ペガシスのエネルギーを使って小惑星アドニスを地球に衝突させ、一度地球を滅ぼした上で真の理想郷を作ろうと企む。そしてヘリオスが銀河に敗れた後、2人のバトルで得たエネルギーをもとに小惑星アドニスの軌道を無理矢理地球に向けることに成功する。自らはスペースシャトルで宇宙に避難しようとし、邪魔をしようとする銀河とヘリオスを阻むが、そこへ救援に駆けつけたキョウヤに妨害される。ダークポセイドンの圧倒的な力でレオーネを追い詰めるが、最終的に獅子爆風激烈弾によって敗北する。
ゲーム『爆神スサノオ襲来!』ではマクドナルドで期間限定で配信される追加データのダウンロードで、『超絶転生!バルカンホルセウス』ではパスワードでダークポセイドンのみ使用することができる。『頂上決戦!ビッグバン・ブレーダーズ』でもダークポセイドンのみ登場する。
彼が使用するダークポセイドンは古代アトランティスの守り神である海神が宿るベイ。実際の玩具としては販売されていないがクリアウィールがアクアリオと同じものとなっていて、ダークアクアリオ145WDと『月刊コロコロコミック』などに付録されているフェイス用シールを使用すれば再現できる。
必殺転技は「ポセイドントライデント」（超絶転生!バルカンホルセウス）。
『頂上決戦!ビッグバン・ブレーダーズ』でのフェイス技は「かみのいかり」。
アトランティス兵
声 - 金光宣明、江口拓也、田尻浩章
使用ベイブレード - パイシーズDF145BS（うお座）
バキムの配下。アクロポリスに乗り込み、スペースシャトルを奪おうとする銀河たちを妨害するが、遊のラストジャッジメント・インフェルノによって足止めを食らう。

### その他のキャラクター
ブレーダーケン
声 - ブレーダーケン
ブレーダーDJと同じくWBBAに所属し、ツインドームバトルにおいてBブロックの実況を務める男性。
（漫画版）
ビッグバンブレーダーズ日本代表決定戦Bブロックやアルティメットブレーダーズ3回戦第3試合の実況を務める。
続編の『ZEROG』でデザインを大幅に変えて登場する案があったが没になっている。

## 作中用語
惑星アドニス
およそ1万年周期で太陽系を横切る小惑星。アドニスの接近により太陽神が共鳴し、世界各地に異常現象が起こることになる。
ツインドームバトル
真夏の祭典として海岸の近くで行われるベイブレード大会。それぞれ隣り合った別々のドームでA、B2つのブロックに分かれて試合を行う。決勝戦では背中合わせの可動式ドームが正面に向き合うようになっている。
アトランティス
太古の昔に太陽神を崇め、繁栄を極めた古代文明。ベイブレードが誕生するはるか以前にベイによく似た神器であるオリハルコンのベイ・ソルブレイズを手にし、更なる発展を求めてオリハルコンの力を増大させ過ぎた結果、その暴走によって引き起こされた天変地異に飲まれ、一夜にして滅びる。
オリハルコン
神秘の力を秘めた謎の金属。この金属から開発されたソルブレイズはオリハルコンの力を引き出すためのブースターに過ぎず、ペガシスとソルブレイズのバトルでエネルギーが満たされ、アドニスを地球へ引き寄せる。アニメ『メタルファイト ベイブレード 4D』では、オリハルコンもかつて空から落ちてきた星の欠片の1つだとされる。
アクロポリス
アトランティスの民が潜む海上要塞。いかなる衝撃にも耐えうるシェルターで、バキムがアドニス衝突によって荒廃した大地に新たな世界を築き、新しい世界の王となるための箱船でもある。

## 声の出演
- 鋼銀河 - 金田アキ
- 角谷正宗 - 三瓶由布子
- 大鳥翼 - 入野自由
- 天童遊 - 名塚佳織
- 天野まどか - 真堂圭
- 盾神キョウヤ - 日野聡
- ベンケイ - 三宅健太
- 湯宮ケンタ - 加藤英美里
- ヘリオス - 前野智昭
- バキム - 玄田哲章
- 鋼流星 - 速水奨
- 波佐間ヒカル - 井上麻里奈
- 北斗 - 郷田ほづみ
- 氷魔 - 柿原徹也
- 深海流太郎 - 優希比呂
- 大池トビオ - 石田彰
- 渡蟹哲也 - 藤原堅一
- 早乙女輝 - 岡本信彦
- ブレーダーDJ - 杉山紀彰
- ブレーダーケン - ブレーダーケン
- 幼いヘリオス - 伊藤実華
- ニュースの声 - 菊池いづみ
- アトランティス兵 - 金光宣明、江口拓也、田尻浩章

## スタッフ
- 総監督 - 杉島邦久
- 監督 - 小高義規
- 脚本 - 長谷川勝己
- 原作 - 足立たかふみ 小学館「月刊コロコロコミック」連載中
- キャラクターデザイン - 長森佳容
- 製作 - 劇場版メタルファイト ベイブレード製作委員会（ディーライツ、小学館、タカラトミー、ハドソン、東宝、テレビ東京、小学館集英社プロダクション、エー・ティー・エックス）
- 製作  -　ディーライツ
- アニメーション制作 - SynergySP
- 配給 - 東宝

## 主題歌
- Noa『SPINNING THE WORLD』

Noaアルバム『Noaism』ボーナストラックに収録。
『メタルファイト ベイブレード 4D』のオープニングテーマが収録されたYU+KIのシングル『心の勇気』でもカバーされている。

## 映像ソフト化
- 2011年2月18日にDVDが発売。発売元は小学館、販売元は東宝。
  - 初回生産特典は限定版ベイブレード「レイユニコルノD125CS レインボーVer.」。
  - 映像特典は特報、予告の他、スペシャル映像として本作の予告編集と主題歌が使用されたテレビアニメ『メタルファイト ベイブレード 爆』のノンクレジットオープニング。

## 展開
いずれも現在は絶版、入手不可能
- ローソン限定でオリジナルベイブレード「ソルブレイズ」付前売券が発売。また劇場前売券では先着5万名に特典メタルフェイス「ブレイズVer.」が付く。入場者特典は「ブレイズフェイス限定Ver.」で、先着限定50万個。公式サイトでは8月31日から大ヒット御礼記念として「ソルブレイズ」が100名、「ソルブレイズゴールドVer.」が10名に抽選で当たる爆転大プレゼントを実施。
- 7月12日から9月30日まで、伊藤園では「ソルブレイズエクリプスVer. V145AS」が3000名に当たるタイアップキャンペーンが実施された。
- 8月17日から8月30日までローソンで映画公開記念キャンペーンが行われ、三ツ矢サイダーとオリジナル限定カラーの「アースアクイラメタリックVer.」がセットで数量限定販売された。また、対象のお菓子を2個買うと先着でローソン限定カスタマイズシールコレクションがもらえ、「ソルブレイズ」と「メテオエルドラゴ」のセットが当たるダブルチャンスも実施された。
- 7月31日から9月30日まで、東京ドームシティアトラクションズのキッズプレイスで劇場版メタルファイトベイブレードのアドベンチャーラリーが開催された。
- ミズノではキャンペーン対象のスポーツ店でミズノ製ジュニア・キッズシューズやジュニアウェアを買うと劇場版オリジナルクリアファイルがもらえるキャンペーンを実施。
- 映画公式サイトではベイブレードをカスタマイズして戦わせるミニゲーム『ギャラクシー・ベイ・スタジアム』がプレイできる。ゲームに勝つと賞品として各キャラクターの壁紙を入手できる他、ソルブレイズ極秘情報を閲覧することもできる。
- コロコロ公式サイトでは劇場版ベイブレード&デュエル・マスターズ公開決定記念としてオリジナルオンラインゲーム『Go!シュートでシールドブレイク!ゲーム』がプレイできる。

## その他
- 2010年7月31日放送の『ケシて見のカスな!デュエル・マスターズ夏の大召喚スペシャル』において鋼銀河が出演し、本作の映像を紹介した。
- 2010年8月16日放送の『アニソ〜ンぷらす』において、劇場版公開記念特別企画として出演者の金田アキ、三瓶由布子、日野聡、前野智昭の4名によるくじ引きで使用ベイを選ぶベイブレードバトルが行われた。このバトルで自分の持ち役のベイを使えたのは1回戦でユニコルノを当てた三瓶のみ。決勝戦は金田のレオーネと三瓶のソルブレイズの対戦となり、金田の優勝となった。